# (8003) Kelvin
(8003) Kelvin es un asteroide perteneciente al cinturón de asteroides, descubierto el 1 de septiembre de 1987 por Eric Walter Elst desde el Observatorio de La Silla, Chile.

## Designación y nombre
Designado provisionalmente como 1987 RJ. Fue nombrado en honor de William Thomson (Lord Kelvin, 1824-1907), bien conocido por la escala de temperatura absoluta, contribuyó a la física moderna a través de su importante papel en el desarrollo de la segunda ley de la termodinámica. Su trabajo teórico sobre la telegrafía submarina condujo al tendido del primer cable transatlántico.

## Características orbitales
Kelvin está situado a una distancia media del Sol de 2,223 ua, pudiendo alejarse hasta 2,489 ua y acercarse hasta 1,957 ua. Su excentricidad es 0,120 y la inclinación orbital 2,843 grados. Emplea 1210,59 días en completar una órbita alrededor del Sol.

## Características físicas
La magnitud absoluta de Kelvin es 13,89. Tiene 4,878 km de diámetro y su albedo se estima en 0,260.